# Thymus praecox
Thymus praecox é uma espécie de planta com flor pertencente à família Lamiaceae. 
A autoridade científica da espécie é Opiz, tendo sido publicada em Naturalientausch 40 (1824).

## Portugal
Trata-se de uma espécie presente no território português, nomeadamente os seguintes táxones infraespecíficos:
- Thymus praecox subsp. britanicus - presente em Portugal Continental. Em termos de naturalidade é nativa da região atrás referida. Não se encontra protegida por legislação portuguesa ou da Comunidade Europeia.